# Le Buc
Le Buc of Le Bucq is een gehucht in de Franse gemeente Envermeu in het departement Seine-Maritime. Het gehucht ligt in het noorden van de gemeente, op een hoogte bijna twee kilometer ten noorden van het dorpscentrum van Envermeu.

## Geschiedenis
Oude vermeldingen van de plaats gaan terug tot 1403 in Les ham. du Bust, Braies et Manny en tot 1458 als Ham. du Busc. De 18de-eeuwse Cassinikaart toont hier het plaatsje le Buc.
Op het eind van het ancien régime eind 18de eeuw, toen de gemeenten werden gecreëerd, werd Le Buc ondergebracht in de gemeente Envermeu.
Auberville-sur-Eaulne · Bray · Le Buc · Envermeu · Hybouville · Saint-Laurent-d'Envermeu · Torqueville